# Soneto 29
| «» Soneto 29 |
| --- |
| When in disgrace with Fortune and men's eyes, I all alone beweep my outcast state, And trouble deaf heaven with my bootless cries, And look upon myself and curse my fate, Wishing me like to one more rich in hope, Featured like him, like him with friends possess'd, Desiring this man's art, and that man's scope, With what I most enjoy contented least. Yet in these thoughts myself almost despising, Haply I think on thee, and then my state, Like to the lark at break of day arising From sullen earth, sings hymns at heaven's gate; For thy sweet love remembered such wealth brings That then I scorn to change my state with kings. |
| –William Shakespeare |

Soneto 29 foi escrito por William Shakespeare e faz parte dos seus 154 sonetos.

## Análise
O Soneto 29 segue a mesma estrutura básica dos outros sonetos de Shakespeare, em pentâmetro iâmbico. Ele inclui duas seções distintas com o Orador explicando seu atual estado de espírito deprimido na primeira oitava e então evocando o que parece ser uma imagem mais feliz no último sexteto.

## Sinopse
O poeta, abatido por seu baixo status, lembra-se do amor de seu amigo e, assim, é levado à alegria.

## Traduções

### Tradução de Thereza Christina Rocque da Motta
Quando em desgraça, sem sorte e afastado

Dos homens, sozinho, em meu exílio,

Perturbo os Céus surdos, a gritar sem sossego,

E olho para mim, e amaldiçoo meu destino,

Sonhando ser mais afortunado,

Como homem de muitos amigos,

Cobiçando seus talentos e visão,

E aquilo que mais aprecio sinto menos satisfeito;

Mesmo, nesses pensamentos, quase me desprezando,

Feliz, penso em ti – depois em meus bens

(Como a cotovia elevando-se ao romper do dia

Das entranhas da terra), em hinos a louvar o céu;

Pois, lembrar de teu doce amor traz tanta riqueza,

Que desdenho trocar meu dote com reis.

### Tradução deJorge de Sena
Quando em desgraça aos olhos dos humanos,

sozinho choro o meu maldito estado,

e ao surdo céu gritando vou meus danos,

e a mim me vejo e amaldiçoo o Fado,

 

sonhando-me outro, rico de esperanças,

co’a imagem del’ , como el’ tão respeitado,

invejo as artes de um, d’outro as usanças,

do que mais gosto menos sou tentado.

 

Mas se ao pensar assim, quase me odiando,

acaso penso em ti, logo meu estado,

como ave, às portas celestiais cantando,

se ergue da terra, quando o sol é nado.

 

Pois que lembrar-te, amor, tem tal valia,

que nem com grandes Reis me trocaria.

### Tradução deVasco Graça Moura
De mal com os humanos e a Fortuna,

choro sozinho o meu banido estado.

Meu vão clamor o céu surdo importuna

e olhando para mim maldigo o fado.

A querer ser mais rico em esperança,

como outros em amigos e talento,

invejando arte de um, doutro a pujança,

do que mais gosto menos me contento.

Se assim medito e quase me abomino,

penso feliz em ti e meus pesares

(qual cotovia em voo matutino

deixando a terra) então cantam nos ares.

Tão rico me é teu doce amor lembrado,

que nem com reis trocava o meu estado.

### Tradução deIvo Barroso
Em decassílabos
Se, órfão do olhar humano e da fortuna,

Choro na solidão meu pobre estado

E o céu meu pranto inútil importuna,

Eu entro em mim a maldizer meu fado;

Sonho-me alguém mais rico de esperança,

Quero feições e amigos mais amenos,

Deste o pendor, a meta que outro alcança,

Do que mais amo contentado o menos.

Mas, se nesse pensar, que me magoa,

De ti me lembro acaso  o meu destino,

Qual cotovia na alvorada entoa

Da negra terra aos longes céus um hino.

E na riqueza desse amor que evoco,

Já minha sorte com a dos reis não troco.

### Tradução deMilton Lins
Quando, sem sorte, encaro o olhar humano,

Comigo só, lamento um falso tino,

E agrido o surdo Céu com meu engano,

Voltado para mim, vem meu destino.

Desejo ter assim mais esperança

Com seu perfil sem par de muito amigo,

Sua arte possuir, perseverança

Em tudo que desfruto em seu abrigo;

Quase desgraça, a minha mente aflora.

Feliz eu penso em ti e minha sina

(Tal como a cotovia à luz da aurora,

no chao sombrio) ao Céu seu canto trina;

Lembrando o teu amor, meus bens banquei.

Não troco o meu sonhar nem com o rei.